# Büschelohr-Oryx
Die Büschelohr-Oryx (Oryx callotis, Syn.: Oryx beisa ssp. callotis), gelegentlich auch Fransenohr-Oryx, ist eine Antilope aus der Gattung der Oryxantilopen.

## Etymologie und Forschungsgeschichte
Die Büschelohr-Oryx wurde von Oldfield Thomas 1892 erstmals als Oryx callotis beschrieben. Der Artname bezieht sich auf die charakteristischen Haarbüschel an den Ohren und leitet sich ab vom altgriechisch καλός (kalós), „schön“, und οὖς (oûs), „Ohr“. Er lässt sich sinngemäß als „schönohrig“ übersetzen. 1908 wertet Richard Lydekker die Büschelohr-Oryx als Unterart der Beisa-Oryx (Oryx beisa ssp. callotis), eine Zuordnung die auch heute noch, zumindest teilweise, anerkannt ist. Spätere Analysen deuten allerdings darauf hin, dass die Zuordnung zu einer eigenständigen Art (Oryx callotis) gerechtfertigt ist.

## Merkmale
Die Büschelohr-Oryx unterscheidet sich von anderen Oryx-Arten insbesondere durch die spitz zulaufenden Ohren mit dem charakteristischen, namensgebenden Büschel aus bis zu über 7 cm langen, schwarzen Haaren. Alle anderen Oryx-Arten haben eher abgerundete Ohren ohne ein entsprechendes Haarbüschel. Die Hörner sind lang und gerade und nicht nach hinten und unten gebogen. Die Fellfärbung gleicht der von Oryx beisa, die schwarzen Gesichtsmarkierungen reichen allerdings weiter hinunter bis zum Hals und das schwarze Flankenband ist etwas schmaler als bei Oryx beisa.
Die Büschelohr-Oryx erreicht eine Schulterhöhe von bis zu 120 cm und eine Kopf-Rumpf-Länge von bis zu 170 cm. Die Schwanzlänge liegt bei 45–50 cm. Ausgewachsene Böcke erreichen eine Körpermasse von 167–209 kg; die Weibchen sind mit 116–188 kg etwas leichter. Die Hörner erreichen eine Länge von bis zu über 80 cm und sind bei den Weibchen tendenziell etwas länger, aber auch dünner als bei den Böcken.

## Verbreitung

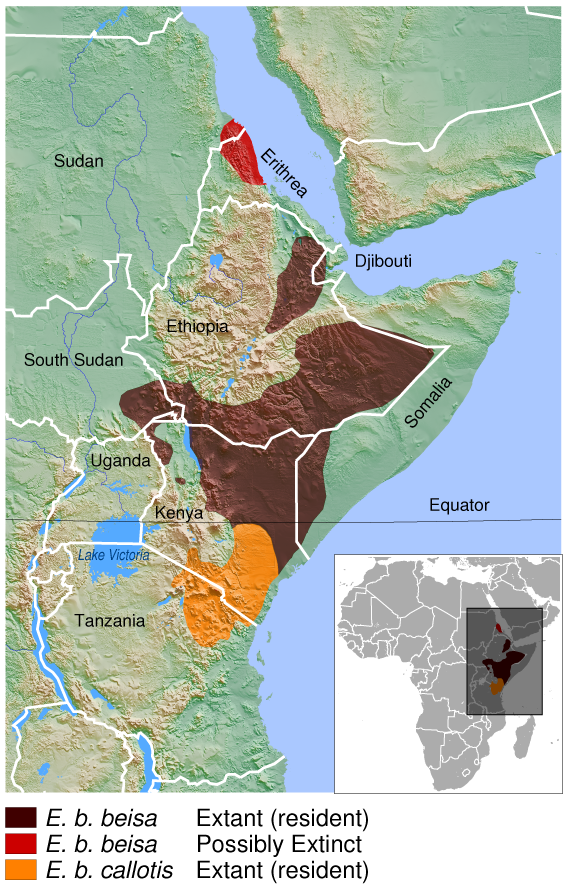
Verbreitungsgebiet der Büschelohr-Oryx (gelb) im Vergleich zur Beisa-Oryx (braun)

Das Verbreitungsgebiet der Büschelohr-Oryx erstreckt sich in Ostafrika vom Südosten Kenias bis in den Nordosten Tansanias. Sie bevorzugt Gras- und Buschland oder Baumsavannen mit einem mittleren Jahresniederschlag von 400–800 mm.

## Lebensweise
Die Büschelohr-Oryx lebt nomadisch in kleinen Herden. Die Reviergröße liegt bei bis zu 400 km². Sie ist ein Pflanzenfresser und ernährt sich überwiegend (>80 %) von Gräsern. Insbesondere bei Mangel an Trinkwasser wird die Ernährung mit Sukkulenten und wasserreichen Wurzelknollen, die mit den Vorderhufen freigescharrt werden, ergänzt. Die Tiere können dabei bis zu einem Monat überdauern ohne trinken zu müssen.

### Fortpflanzung
Die Geschlechtsreife wird im Alter von 18–24 Monaten erreicht. Die Weibchen bringen in der Regel ein einzelnes Junges pro Jahr zur Welt. Die Tragzeit liegt bei 8,5–9 Monaten. Für die Geburt verlässt das trächtige Weibchen die Herde und kehrt nach 3–4 Wochen mit dem Neugeborenen zur Herde zurück.
Die Tiere können in Gefangenschaft bis zu 21 Jahre alt werden.

## Domestizierungsversuche
In den frühen 1970er-Jahren liefen auf der Galana Ranch im Südosten Kenias Versuche die Büschelohr-Oryx zu domestizieren. Über 150 Tiere wurden eingefangen und auf der Ranch in einem Freigehege gehalten. Die Tiere vermehrten sich auch in Gefangenschaft problemlos. Die Kosten für zusätzliches Futter, Wasser und veterinärmedizinische Betreuung waren geringer als bei einer Kuhherde vergleichbarer Größe, der Arbeitsaufwand für die Hirten dagegen erheblich größer. Nachdem 1977 in Kenia ein Verbot der kommerziellen Nutzung von Wildtieren in Kraft getreten war, wurden alle Domestizierungsversuche eingestellt.

## Gefährdung
Die IUCN listet die Büschelohr-Oryx als Unterart der Beisa-Oryx (Oryx beisa ssp. callotis) und stuft sie als „gefährdet“ („vulnerable“) ein.